# Eivind Skabo
Eivind Skabo (Bærum, Akershus, 17 de agosto de 1916 — Oslo, 18 de abril de 2006) foi um canoísta norueguês especialista em provas de velocidade.

## Carreira
Foi vencedor da medalha de bronze em K-1 10000 m em Londres 1948.